# Hinnøya

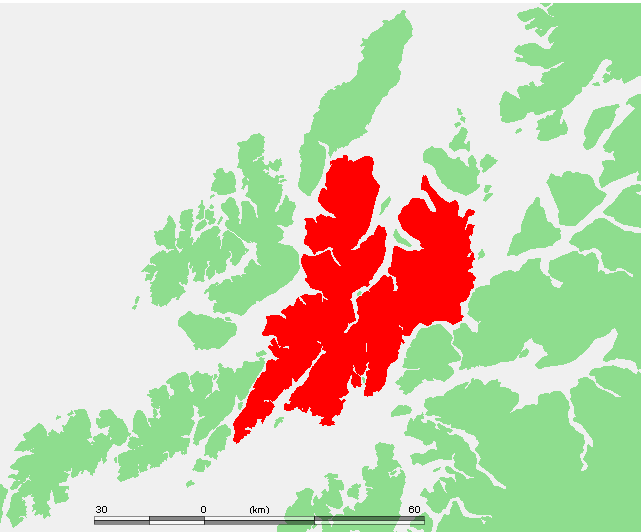
Hinnøya

Hinnøya (lap. Iinnasuolu) – wyspa na Morze Norweskim w archipelagu Vesterålen w północnej Norwegii; największa wyspa wybrzeża kontynentalnej Norwegii. 

## Nazwa
Nazwa wyspy Hinnøya pochodzi od staronordyjskiego Hinn, którego znaczenie nie jest do końca znane . Możliwe, że związane jest z gotyckim hinþan, oznaczającym więzienie lub pochodzi od germańskiego his, oznaczającego dzielenie, odciananie .  

## Geografia
Wyspa w archipelagu Vesterålen na Morze Norweskim w północnej Norwegii . Od kontynentalnej Norwegii oddziela ją na północnym wschodzie cieśnina Tjeldsundet . Na południowym wschodzie Tjeldsundet oddziela ją od wyspy Tjeldøya . Na północy oddzielają ją od Hadseløya i Langøya cieśniny Hadselfjorden i Sortlandssundet . Na północnym zachodzie od wyspy Andøya oddziela ją cieśnina Risøysundet . Na zachodzie znajduje się cieśnina Raftsundet, która oddziela ją od wyspy Austvågøya .
Hinnøya zajmuje powierzchnię 2 204,49 km², co czyni ją największą wyspą wybrzeża kontynentalnej Norwegii . Ze wschodu na zachód liczy ok. 76 km, a z północy na południe ok. 58 km .  
Wyspa ma nieregularny kształt z wieloma wąskimi fiordami . Na północy na 50 km w głąb wyspy wcina się Gullesfjorden – najdłuższa odnoga fiordu Kvæfjorden . Jej krajobraz ukształtowały procesy erozyjne i glacjalne . Ma charakter górzysty – jej najwyższym wzniesieniem jest Møysalen (1262 m n.p.m.) . W 2003 roku utworzono tu park narodowy – Park Narodowy Møysalen (norw. Møysalen nasjonalpark) .   
Administracyjnie wyspa leży na terenie okręgów Nordland (gminy: Lødingen, Vågan, Hadsel, Sortland i Andøy) i Troms og Finnmark (gminy: Tjeldsund, Kvæfjord i Harstad) . Jej największym miastem jest port Harstad na północnym wschodzie . 
W 2021 roku wyspa liczyła 32 873 mieszkańców, co czyni ją drugą pod względem liczby ludności wyspą Norwegii (po wyspie Tromsøya) . Na wyspie rozwinięte jest rybołówstwo, przetwórstwo rybne oraz budowa i naprawa statków .  